# امپراتوری‌های استعماری
امپراتوری‌های استعماری عنوانی است برای کشورگشایی‌ها و استعمارگری‌هایی که از قرن ۱۵ توسط کشورهای اروپایی آغاز شد. نیروهای دریایی قدرتمند دو کشور پرتغال و اسپانیا در قرن ۱۵ رقابت برای اکتشاف مناطق مختلف زمین را آغاز کردند. نیرو و انگیزه اولیه این اکتشافات، مقاصد تجاری بود که در پی رنسانس در اروپا شکل گرفت. موافقت نامه‌هایی نیز برای تقسیم دنیا بین آنها در سال‌های ۱۴۷۹، ۱۴۹۳ و ۱۴۹۴ به امضا رسید. امپراتوری‌های خارج از اروپا محصول رقابت‌های بین اروپا و عثمانی بود که اروپایی‌ها را واداشت تا به دنبال سرزمین‌های جدید بروند.

## امپراتوری‌های استعماری اروپایی

مناطق که زمانی متعلق به یک امپراتوری استعماری بوده‌اند.

امپراتوری‌های استعماری اروپائیان در سراسر دنیا.

پرتغال شروع به ایجاد اولین شبکه تجارت جهانی و امپراتوری تحت رهبری هنری ناوبر کرد. امپراتوری اسپانیا در سراسر جهان در سرزمین‌های متعددی شکل گرفت و گسترش یافت (به خصوص در قرن ۱۶) که امروزه ۶۰ کشور مستقل دنیا هستند که در گذشته مستعمره اسپانیا بوده‌اند. پرتغال در نهایت کنترل برزیل، اروگوئه و برخی از بندرهای ماهیگیری در آمریکا را به دست گرفت و آنگولا، موزامبیک، گینه پرتغالی، سائوتومه و پرینسیپ در آفریقا، مسقط، ملوک هرمز و بحرین در خلیج فارس، گوا، بمبئی و دامان و دیو در هند، سیلان، مالاکا در جنوب شرقی آسیا و اقیانوسیه (ماکاسار، آمبون و دیگران)، جزایر ملوک، تیمور، ماکائو و دجیما (ناکازاکی) در شرق دور را به تصرف امپراتوری خود درآورد.
در طول آن عصر طلایی اسپانی، امپراتوری اسپانیا کنترل هلند، لوکزامبورگ، بلژیک، بیشتر مناطق ایتالیا و قطعاتی از آلمان، بخش‌هایی از فرانسه و بسیاری از مستعمرات در آمریکا و آفریقا و آسیا را به دست گرفت. با فتح مکزیک، پرو و فیلیپین در قرن ۱۶، امپراتوری اسپانیا به بزرگ‌ترین محدوده تا آن زمان در سطح دنیا رسید.
از ۱۵۸۰ تا ۱۶۴۰ به امپراتوری پرتغال و امپراتوری اسپانیا همزمان در یک اتحاد شخصی مرتبط با پادشاهی هابسبورگ در طول دوره اتحادیه ایبری متحد شدند اما استقلال خود را هم حفظ کردند.
پس از آن استعمار امپراتوری‌های استعماری دیگری مانند فرانسه، انگلیس، هلند و ژاپن شکل گرفتند. در اواسط قرن ۱۷ این روال توسط روسیه تزاری ادامه یافت و بعدها به امپراتوری روسیه و اتحاد جماهیر شوروی ختم شد که بزرگ‌ترین کشور دنیا شد. فدراسیون روسیه همچنان تا به این روز بزرگ‌ترین کشور دنیاست و ۹ منطقه زمانی دارد که حدود نیمی از طول جغرافیایی دنیاست.
امپراتوری بریتانیا در طول دوره هژمونی دریایی بریتانیا در قرن ۱۹ تبدیل به یک امپراتوری استعماری شد و لقب بزرگ‌ترین امپراتوری در تاریخ را دریافت کرد. امپراتوری بریتانیا یک چهارم از مساحت زمین و یک چهارم از جمعیت آن را در بر می‌گرفت. در دوران امپریالیسم نو، کشورهایی مانند ایتالیا و آلمان نیز به تأسیس تقسیم مناطق آفریقا دست زدند.

## فهرست امپراتوری‌های استعماری
1. امپراتوری پرتغال (۱۴۱۵–۱۹۹۹)
  - تکامل امپراتوری پرتغال
  - استعمارگری پرتغال در قاره آمریکا
2. امپراتوری اسپانیا (۱۴۹۲–۱۹۷۵)
  - استعمارگری اسپانیا در قاره آمریکا
  - هند شرقی اسپانیا (۱۵۶۵–۱۸۹۸)
  - گینه اسپانیایی (۱۷۷۸–۱۹۶۸)
  - صحرای اسپانیا (۱۸۸۴–۱۹۷۵)
  - تحت الحمایه اسپانیا در مراکش (۱۹۱۲–۱۹۵۶)
3. امپراتوری فرانسه (۱۵۳۴–تاکنون)
  - پادشاهی فرانسه (۱۵۳۴–۱۷۹۲)
  - امپراتوری اول فرانسه ناپلئون یکم (۱۸۰۴–۱۸۱۴ یا ۱۸۱۵)
  - امپراتوری دوم فرانسه ناپلئون سوم (۱۸۵۲–۱۸۷۰)
  - استعمار فرانسه در قاره آمریکا
  - فهرست مستعمرات و دارایی‌های فرانسه
4. امپراتوری روسیه (۱۵۸۰–۱۹۱۷) و روسیه تزاری 
  - استعمار روسیه و امپریالیسم شوروی
  - فتح سیبری توسط روسیه
  - استعمار روسیه در قاره آمریکا
  - آسیای مرکزی شوروی
  - قفقاز جنوبی
  - ساگالو (الآن جیبوتی، ۱۸۸۹)
5. امپراتوری هلند (۱۶۰۲–تاکنون)
  - استعمار هلند در قاره آمریکا
  - کمپانی هند شرقی هلند و هند شرقی هلند
  - مستعمره کیپ هلند (۱۶۵۲–۱۸۰۶)
6. دارایی‌های انگلیسی در خارج از کشور (۱۵۸۳–۱۷۰۷)
7. استعمار اسکاتلند در قاره آمریکا (۱۶۲۱–۱۷۰۷)
8. امپراتوری بریتانیا (۱۷۰۷-تاکنون)
  - تکامل امپراتوری بریتانیا
  - استعمار بریتانیا در قاره آمریکا
  - کمپانی هند شرقی بریتانیا و راج بریتانیا
9. سرزمین‌های زیر نظر استرالیا (۱۹۰۱–تاکنون)
  - استرالیا که خود نیز سابقاً مستعمره بود و استقلال خود رو به تدریج در سال‌های ۱۹۰۱، ۱۹۴۲ و ۱۹۸۶ افزایش داد و وظیفه نظارت بر دولت چندین مستعمره و قلمرو بریتانیا و وظایف دستوری گینه نو و نائورو را بر عهده گرفت.
10. قلمرو نیوزیلند (۱۹۰۷–تاکنون)
  - نیوزلند که خود نیز سابقاً مستعمره بود و استقلالش را به تدریج در سال‌های ۱۹۰۷، ۱۹۴۷ و ۱۹۸۶ افزایش داد و وظیفه نظارت بر دولت چندین مستعمره و قلمرو بریتانیا و وظایف دستوری ساموآ را بر عهده داشت. همچنین به شکل ظاهری یکی از متولیان امور نائورو بود. قلمرو غیر خودگردان نیوزلند، توکلائو است.
11. اتحادیه آفریقای جنوبی زیر نظر آفریقای جنوبی (۱۹۱۵–۱۹۹۰)
  - آفریقای جنوبی که خود سابقاً مستعمره ای بود به تدریج استقلال خود را در سال‌های ۱۹۱۰، ۱۹۳۱ و ۱۹۶۱ افزایش داد، آفریقای جنوب غربی را تحت سلطه خود داشت
12. امپراتوری دانمارک (۱۶۲۰–۱۹۵۳)،  قلمرو دانمارکی (۱۹۵۳-اکنون)
  - استعمار دانمارک در قاره آمریکا
  - ساحل طلایی دانمارک
  - هند دانمارک
  - مستعمره دانمارک جزایر نیکوبار
13. امپراتوری سوئد (۱۶۳۸–۱۶۶۳ و ۱۷۸۵–۱۸۷۸)
  - استعمار سوئد در قاره آمریکا
  - ساحل طلا سوئد
14. شوالیه‌های هاسپیتالر (مالتا؛ تابع پادشاهی سیسیل، ۱۶۵۱–۱۶۶۵)
  - استعمار هاسپیتالر در آمریکا
15. ابتکارات استعماری آلمان (۱۶۸۳–۱۷۲۱، ۱۸۸۳–۱۹۱۹)
  - مستعمرات براندنبورگ-پروس (۱۶۸۳–۱۷۲۱)[۱]
  - امپراتوری استعماری آلمان (۱۸۸۳–۱۹۱۹)
  - استعمار آلمان در آمریکا
16. مستعمرات سلطنت هابسبورگ و اتریش-مجارستان[۱] (۱۷۱۹–۱۷۵۰, ۱۷۷۸–۱۷۸۳, ۱۹۰۱–۱۹۱۷)
17. دوک نشین کورلند و سمیگالیا
  - استعمار کورونی
  - استعمار کورونی در آمریکا
18. امپراتوری ایالات متحده آمریکا (۱۸۱۷-اکنون)
  - تصاحب ارضی ایالات متحده آمریکا
  - جامعه استعماری آمریکا
19. امپراتوری ژاپن (۱۸۶۸–۱۹۴۵)
20. امپراتوری بلژیک (۱۸۸۵–۱۹۶۲)
  - دولت آزاد کنگو (۱۸۸۵–۱۹۰۸)
  - رواندا-اوروندی (۱۹۲۲–۱۹۶۲)
21. امپراتوری ایتالیا (۱۸۸۵–۱۹۶۰)
  - آفریقای شمالی ایتالیا (۱۹۱۱–۱۹۴۳)
  - آفریقای ایتالیای شرقی (۱۹۳۶–۱۹۶۰)
22. امپراتوری نروژ (حکومتی و سرزمینی ۸۷۵–۱۳۹۷، فقط سرزمینی ۱۳۹۷–۱۸۱۴)
  - فهرست دارایی‌های نروژ (۱۹۲۰-اکنون)
  - دارایی‌های نروژ در قطب جنوب و توابع قطب جنوب (۱۹۲۷–۱۹۵۷)[۲]
  - استعمار نروژ در آمریکا
23. امپراتوری عثمانی (۱۲۹۹–۱۹۲۲)
  - استعمار ترکیه ای در بالکان
  - استعمار ترکیه ای در آفریقای شمالی
  - استعمار ترکیه ای در جهان عرب
24. پادشاهی مراکش (۱۹۷۵–تاکنون)
  - استان‌های جنوبی
25. مسقط و عمان (۱۶۵۲–۱۸۹۲)
  - سلسله یاروبا (۱۶۲۴–۱۷۴۲)
  - سلطنت مسقط (۱۶۵۲–۱۸۲۰)
  - سلطان نشین زنگبار (در سال ۱۶۹۸ توسط عمان گرفته شد، از سال ۱۶۳۲ یا ۱۶۴۰ پایتخت سلطنت یا امپراتوری عمان شد؛ تا سال ۱۸۹۰)

## نگاره

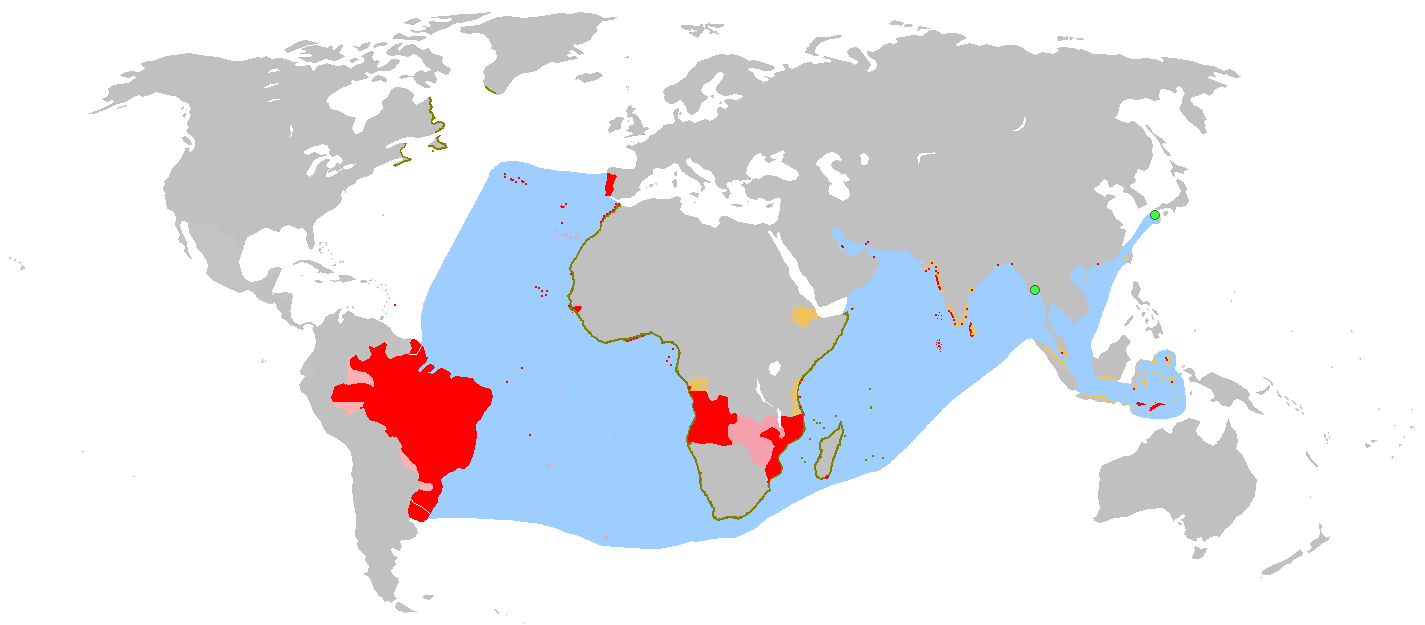
امپراتوری پرتغال
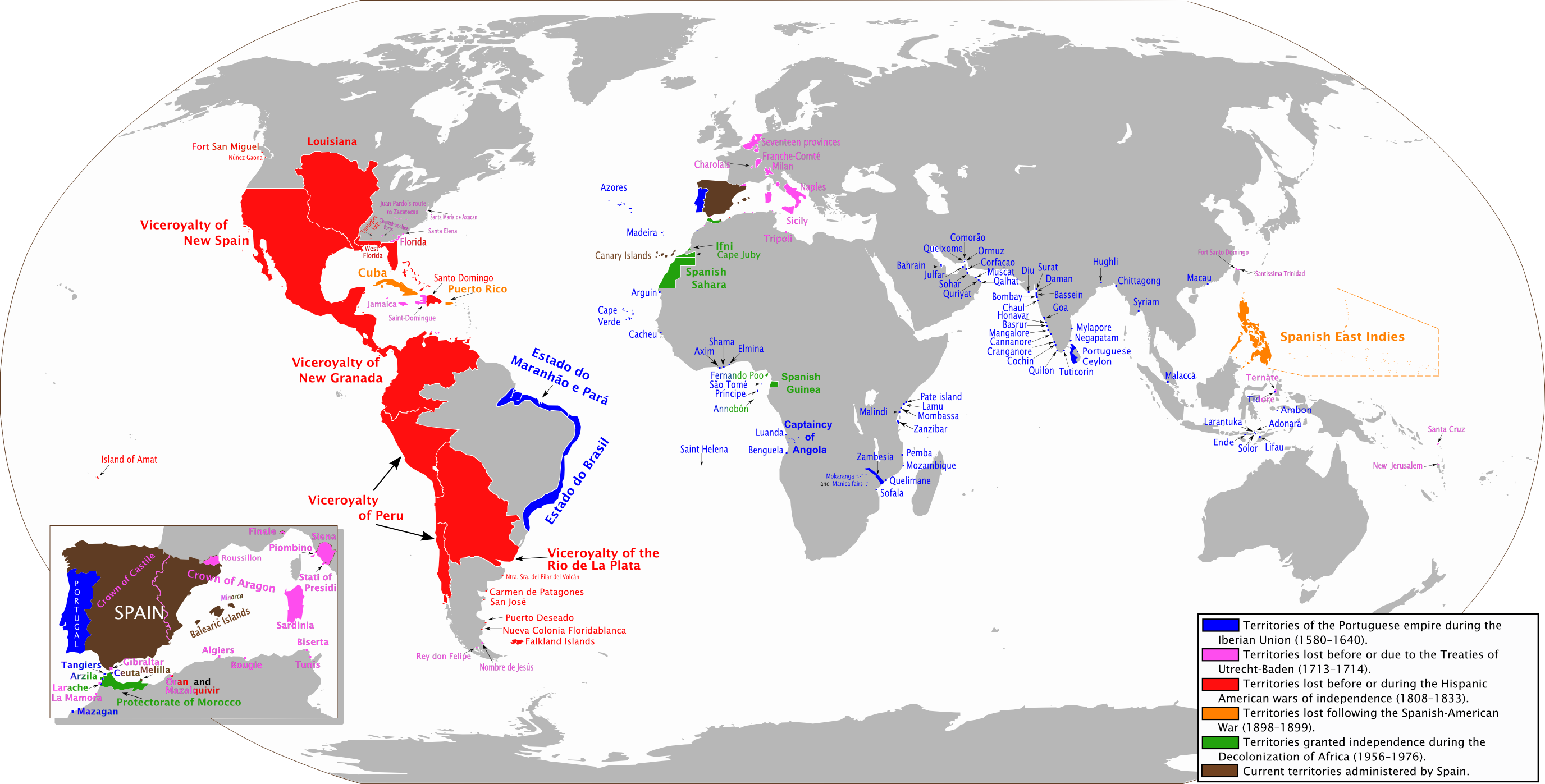
امپراتوری اسپانیا
امپراتوری روسیه
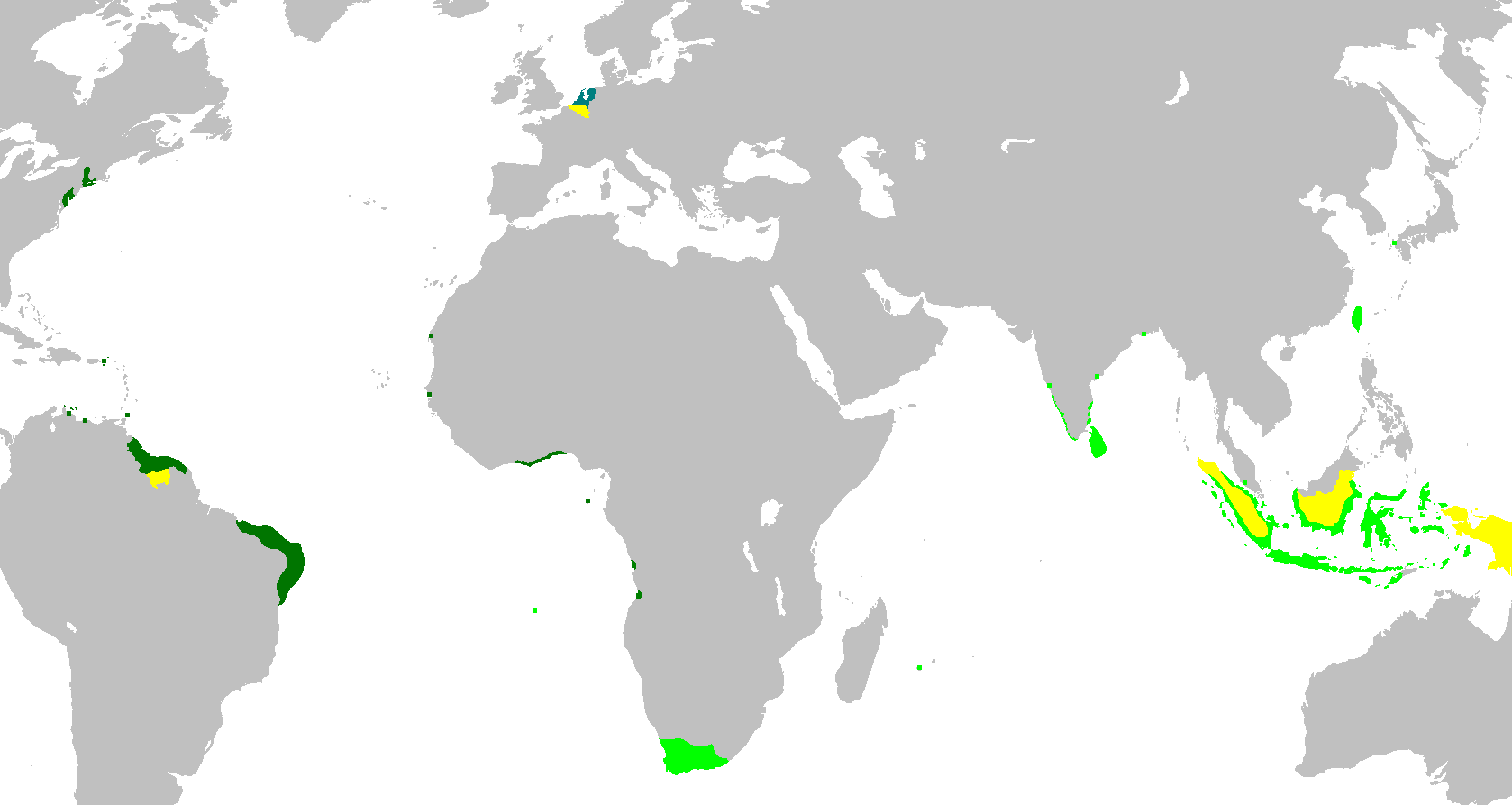
امپراتوری هلند
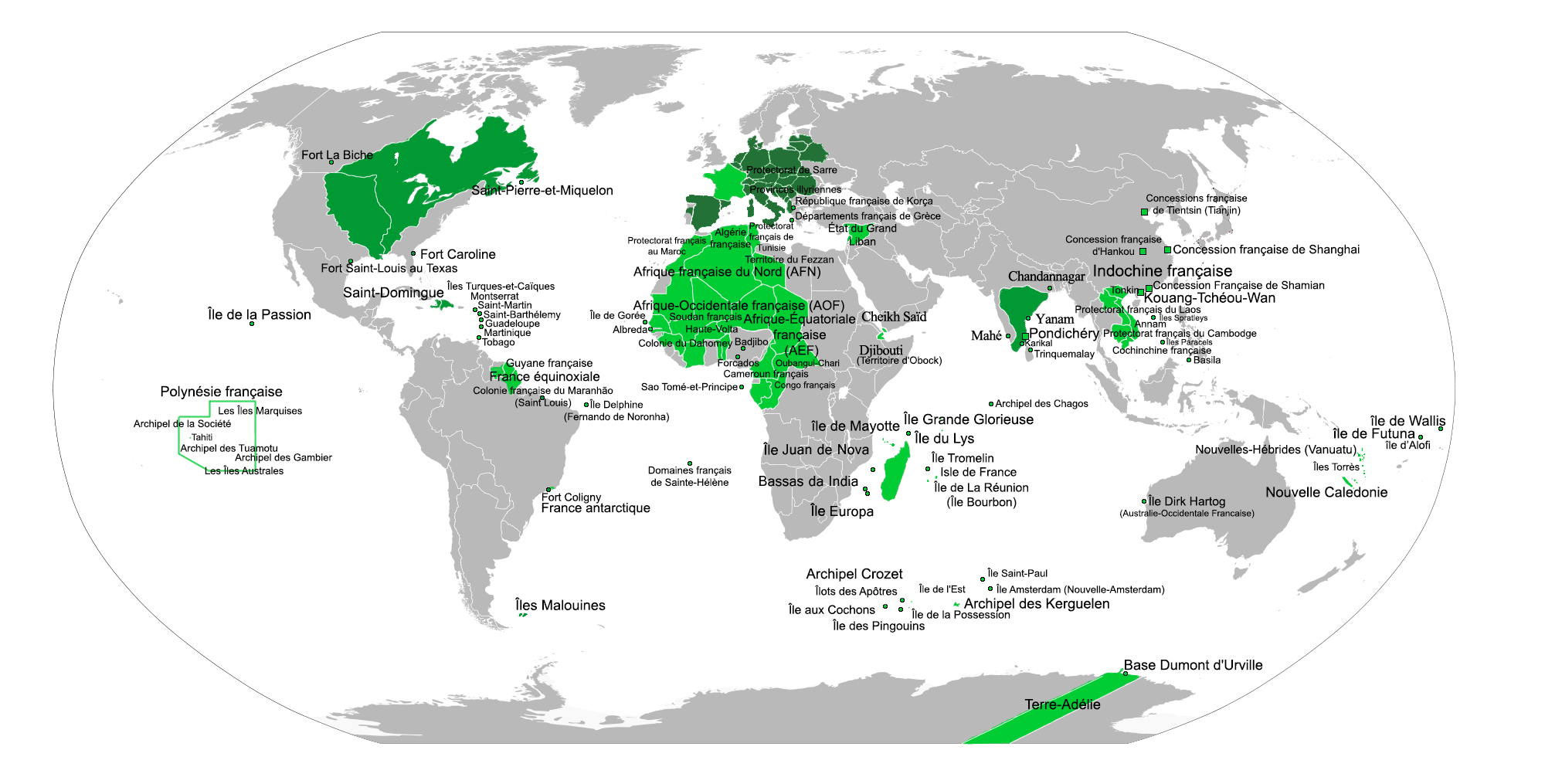
امپراتوری فرانسه
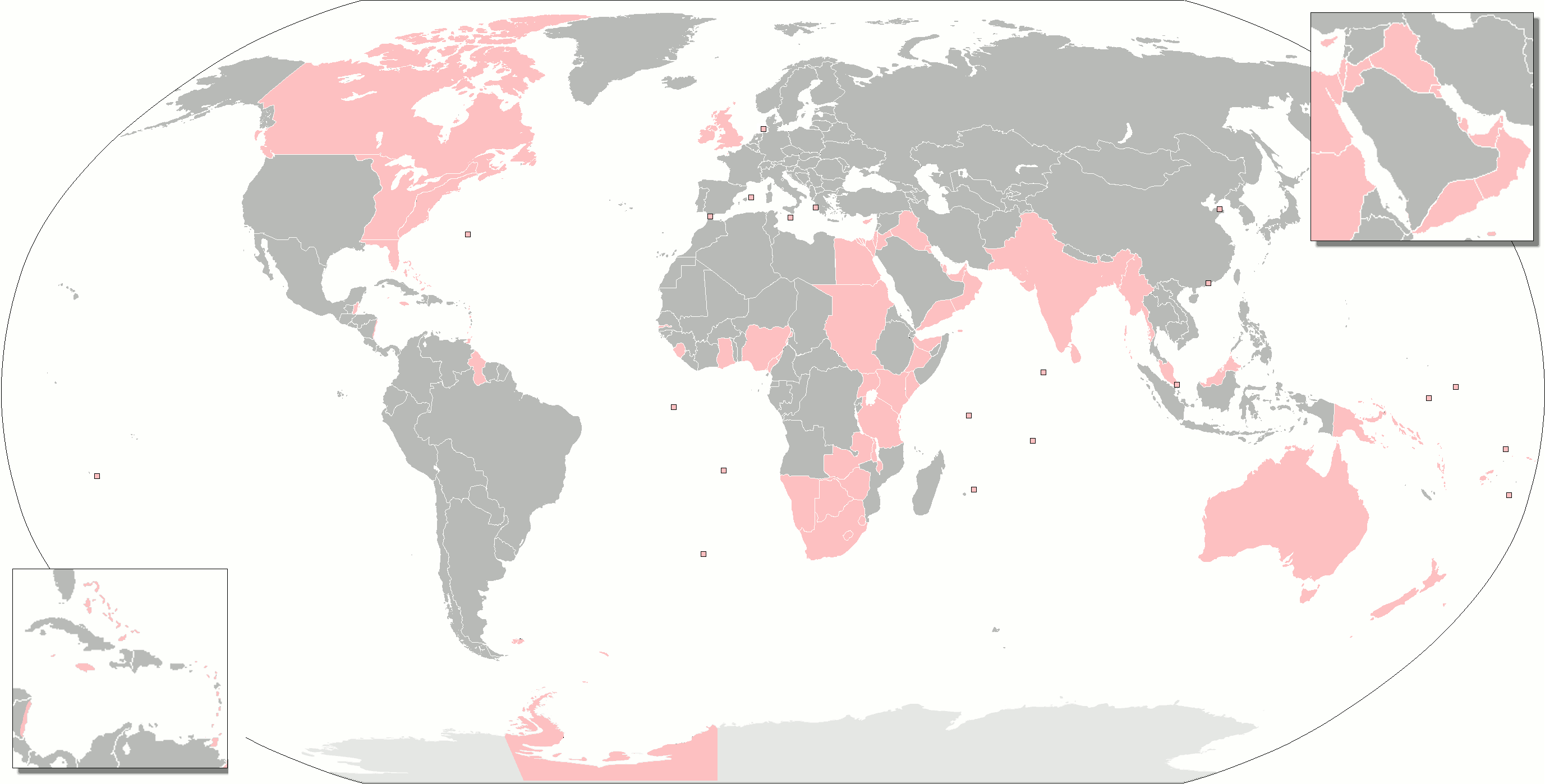
امپراتوری بریتانیا
امپراتوری ژاپن
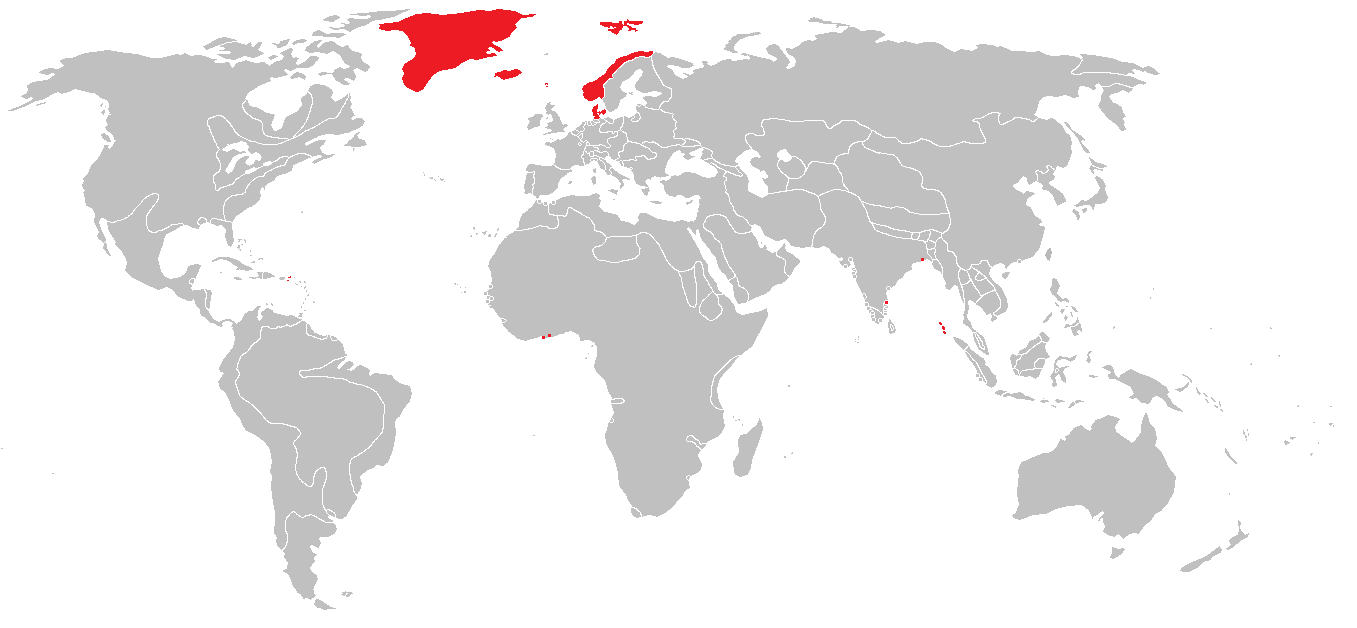
امپراتوری دانمارک
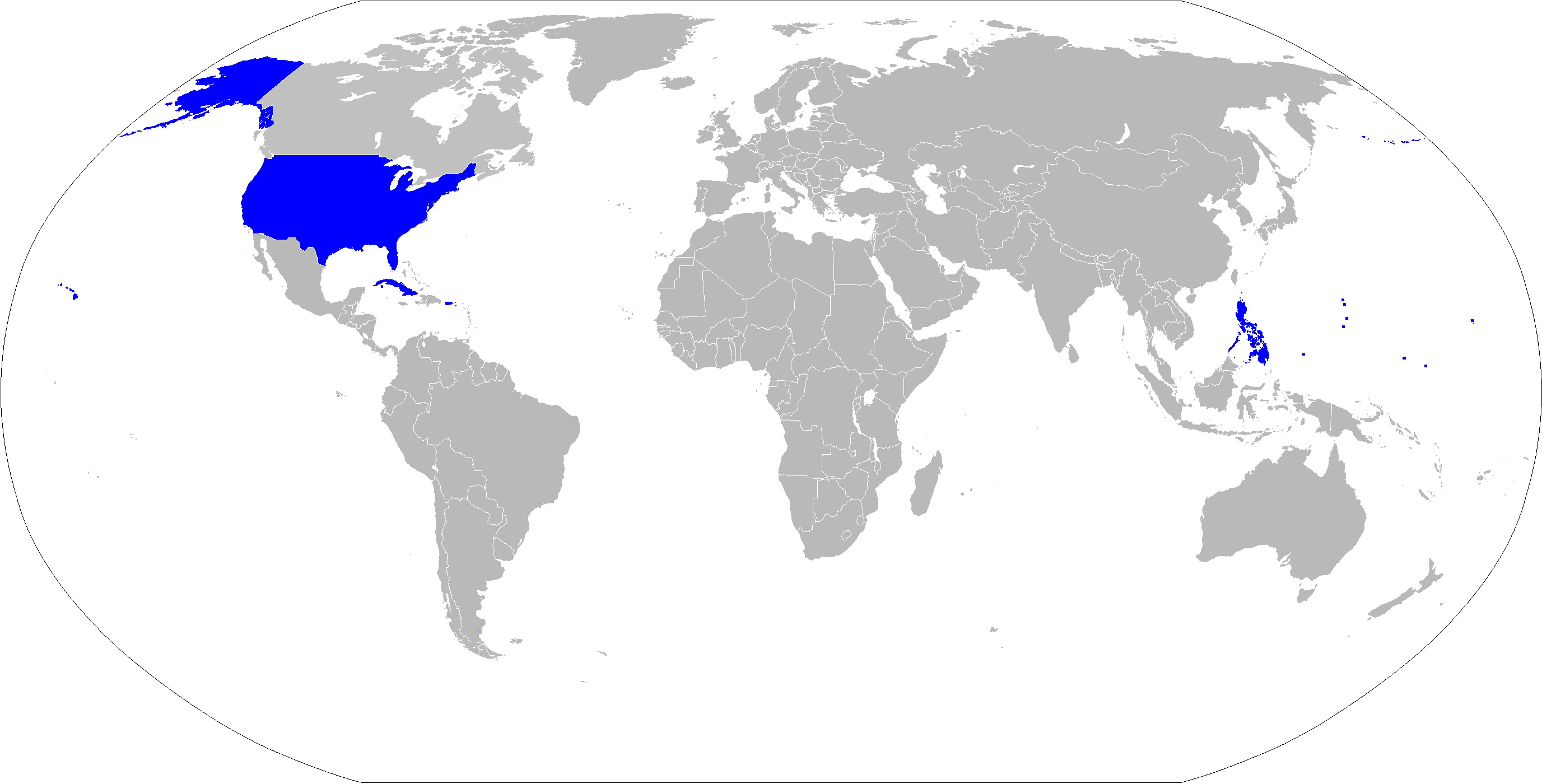
ایالات متحده آمریکا
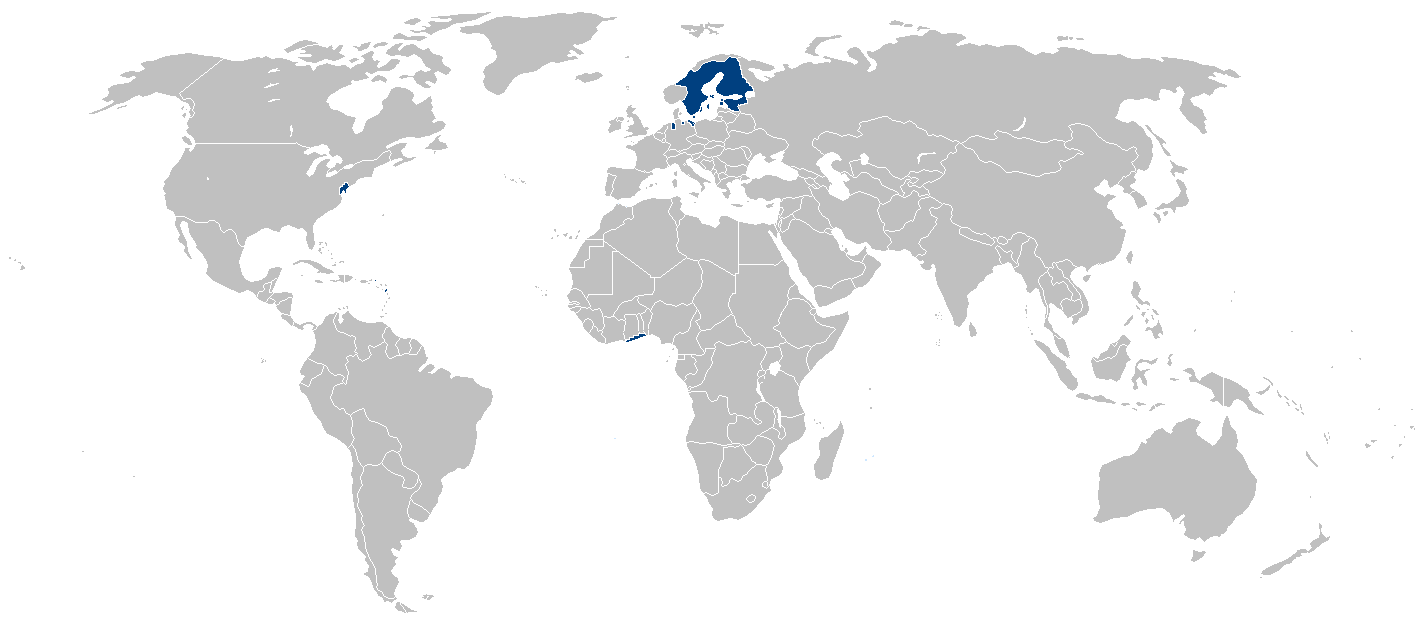
امپراتوری سوئد
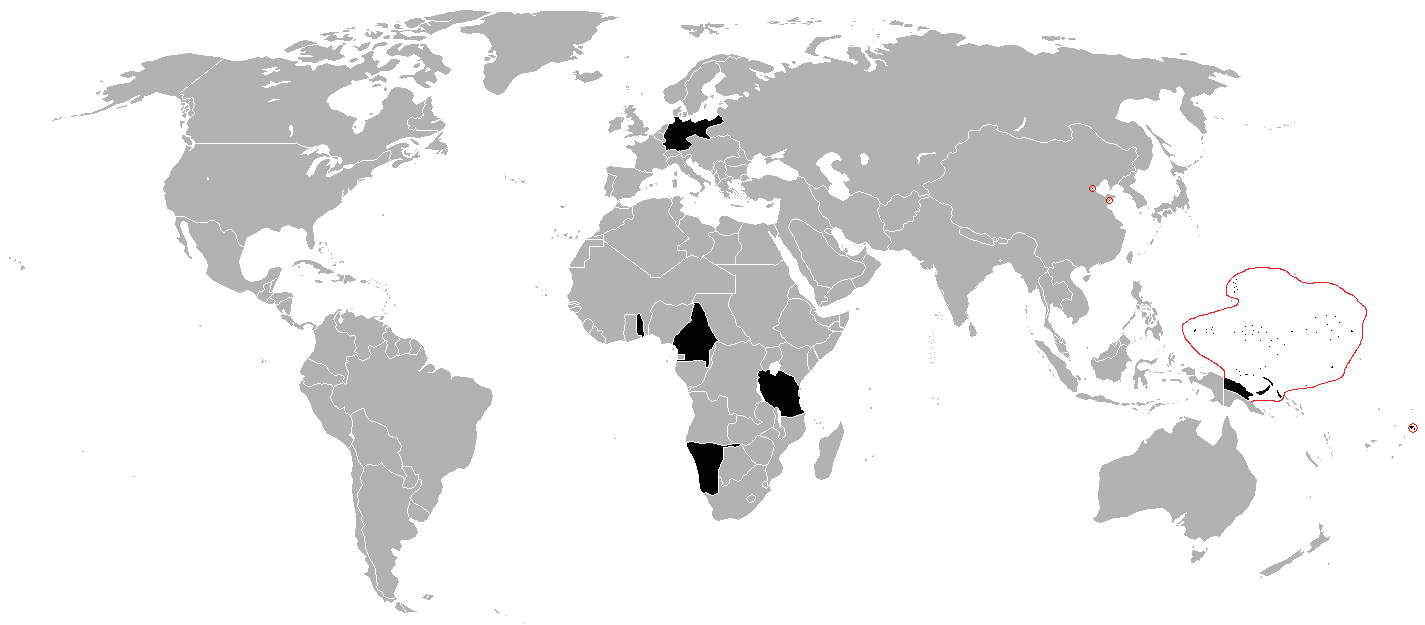
امپراتوری آلمان
امپراتوری بلژیک
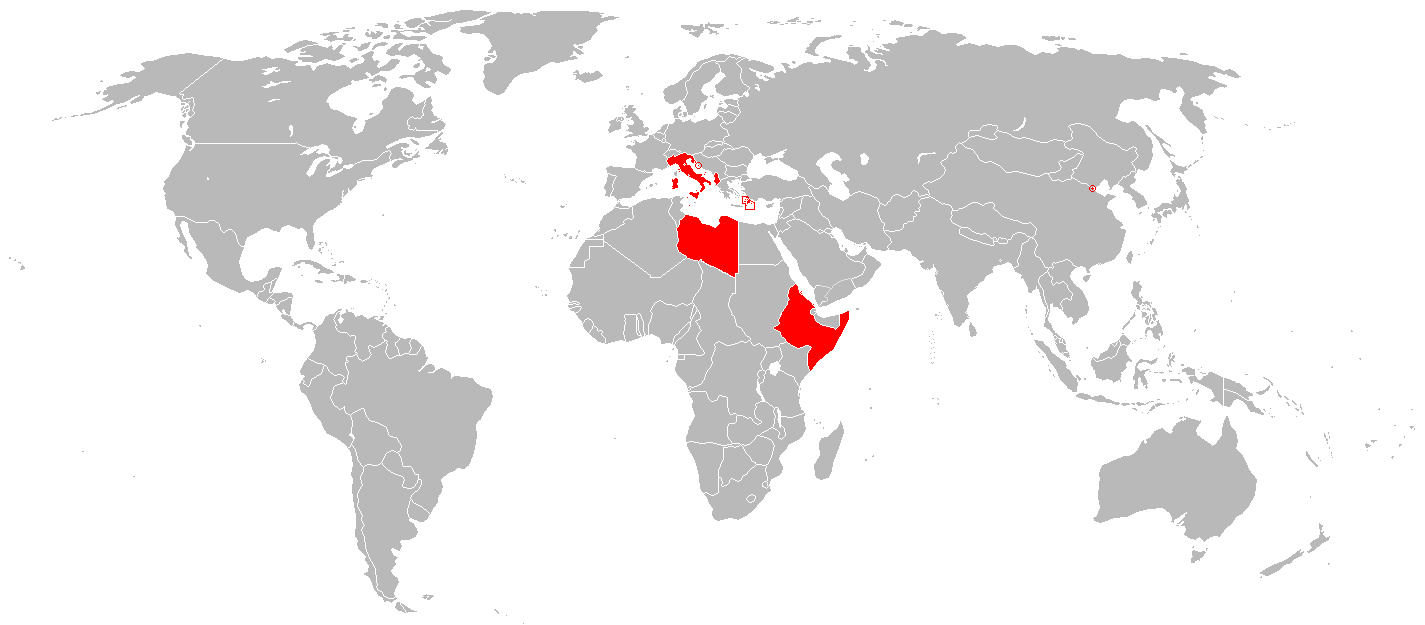
امپراتوری ایتالیا
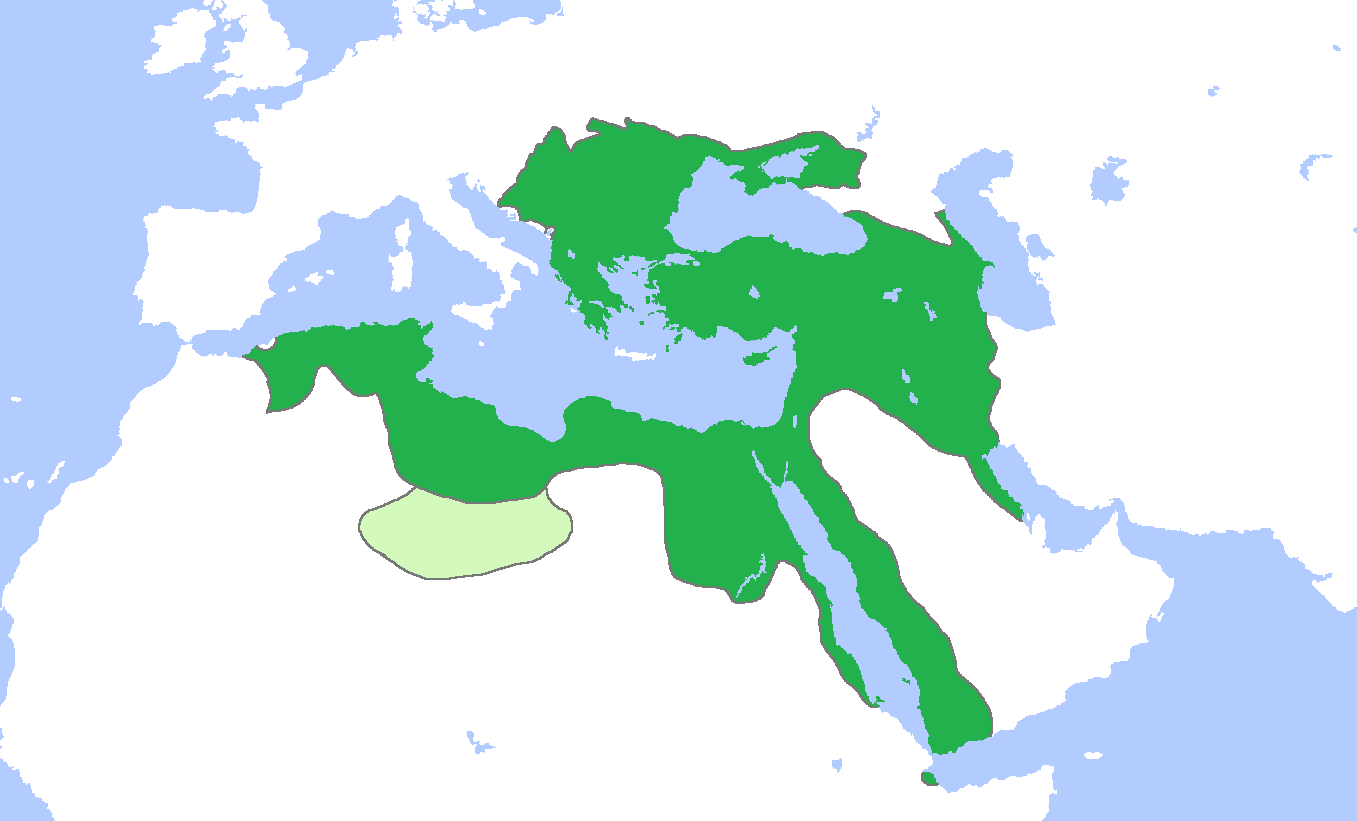
امپراتوری عثمانی